# Rignosot
Rignosot település Franciaországban, Doubs megyében. Lakosainak száma 109 fő (2022. január 1.). Rignosot La Tour-de-Sçay, Corcelle-Mieslot és Rigney községekkel határos.

## Népesség
A település népessége az elmúlt években az alábbi módon változott:
| Lakosok száma | 96   | 107  | 107  | 119  | 117  | 117  | 116  | 116  | 114  | 109  |
|               | 1968 | 1982 | 1990 | 2006 | 2013 | 2015 | 2017 | 2019 | 2020 | 2022 |